# Губино (Лепельский район)

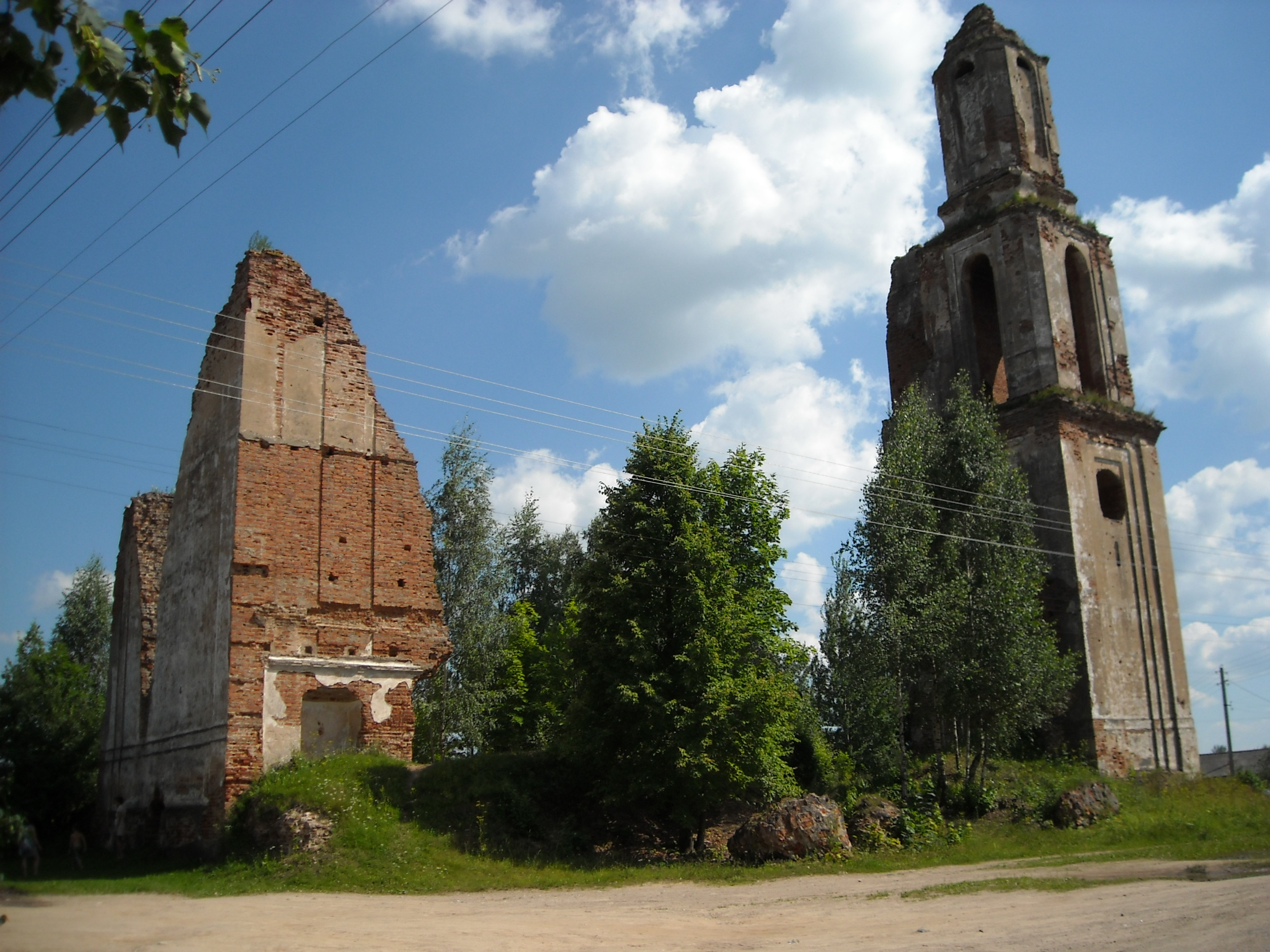
Руины католического храма св. Антония

Гу́бино (бел. Гу́біна) — деревня в Лепельском районе Витебской области Белоруссии. Входит в состав Каменского сельсовета. Население — 108 человек (2019).

## География
Деревня находится в 22 км к северо-востоку от Лепеля на автодороге Лепель — Улла. Тремя километрами южнее находится озеро Островно, по его южной оконечности проходит магистраль М3. Помимо этого на северной и восточной окраинах деревни находятся ещё два небольших озера — Макаровское и Мелкое (принадлежат бассейну Туровлянки). В непосредственной близости от Губина находятся ещё две деревни — Макаровщина и Котовщина.

## История

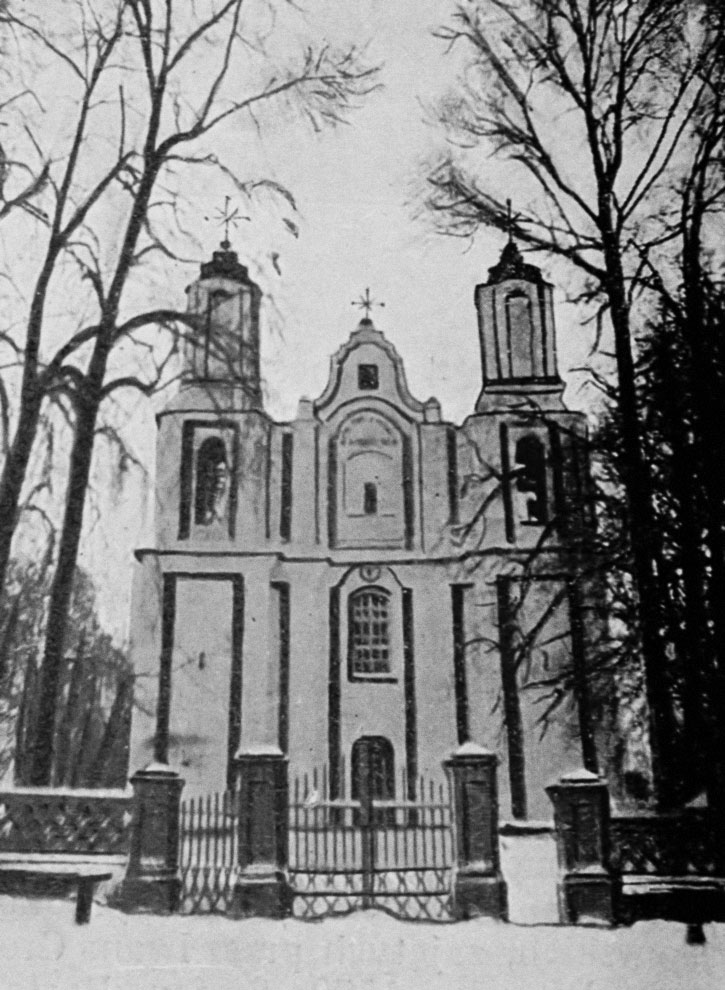
Храм св. Антония на фото 1913 года

Упоминается в 1669 году в составе Полоцкого воеводства ВКЛ. Губино издавна находилось во владении рода Пакошей, здесь существовала родовая усальба. В 1714 полоцкий стольник Ян Пакош построил в Губине костёл Святого Антония, при котором действовал монастырь францисканцев. Позже имение перешла к роду Селява.
В результате второго раздела Речи Посполитой (1793) Губино оказалось в составе Российской империи, в Лепельском уезде Витебской губернии. В 1861 году последний владелец местечка Юзеф Селява умер бездетным.
Последняя служба в католическом храме св. Антония была проведена в 1929 году. Долгое время здание было закрыто, затем в нём утроили клуб, а позже амбар. В послевоенные годы по приказу местного председателя колхоза костёл был разрушен танком-тягачом, а кирпич руин храма использовался на стройке.

## Достопримечательность
- Костёл Святого Антония (XVIII век, руины)